# Batalha de Alexandreta
A Batalha de Alexandreta, o primeiro confronto entre forças do Império Bizantino e do Califado Fatímida na Síria, foi travada no início de 971 perto a Alexandreta, enquanto o principal exército fatímida estava sitiando Antioquia, que os bizantinos haviam capturado dois anos antes. Os bizantinos, liderado por um dos eunucos do séquito do imperador João I Tzimisces (r. 969–976), atraíram um destacamento fatímida de 4 000 soldados para atacar o acampamento vazio deles e então atacaram-os de todos os lados, causando a destruição da força inimiga. A derrota em Alexandreta, atrelada à invasão carmata ao sul da Síria, forçou os fatímidas a levantar o cerco, assegurando o controle bizantino de Antioquia e o norte da Síria.

## Antecedentes
Em 28 de outubro de 969, Antioquia caiu para o comandante bizantino Miguel Burtzes. A queda da grande metrópole do norte da Síria foi logo seguida pela trégua entre bizantinos e hamadânidas do Emirado de Alepo. O emirado tornar-se-ia um vassalo e o Império Bizantino anexou todas as antigas zonas fronteiriças abássidas (tugur) na Cilícia e Mesopotâmia Superior e a costa escarpada da Síria entre o Mediterrâneo e o Orontes até as cercanias de Trípoli, Arca e Xaizar. O controle bizantino desta área foi inicialmente só teórico, e o assassinato do imperador Nicéforo II (r. 963–969) em dezembro de 969 ameaçou anular os ganhos imperiais na região.
Mais ao sul, tropas fatímidas da Ifríquia, sob comando de Jauar, o Siciliano, tomaram o Egito dos emires iquíxidas. Tomando-o com o espírito da jiade e visando legitimar o governo deles, os fatímidas usaram o avanço bizantino em Antioquia e a ameaça "infiel" como grande item em sua propaganda à região recém-conquistada, junto de promessas de restaurar o governo justo. As notícias da queda de Alexandria ajudaram a persuadir os conquistadores a deixar que Jauar enviasse Jafar ibne Falá numa invasão à Palestina. Jafar derrotou os últimos iquíxidas restantes sob Haçane ibne Ubaide Alá ibne Tugueje e tomou Ramla em maio de 970, antes de ocupar Damasco em outubro.

## Cerco de Antioquia e batalha de Alexandreta

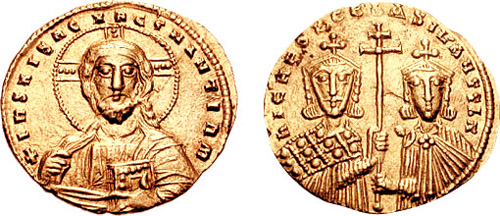
Histameno de

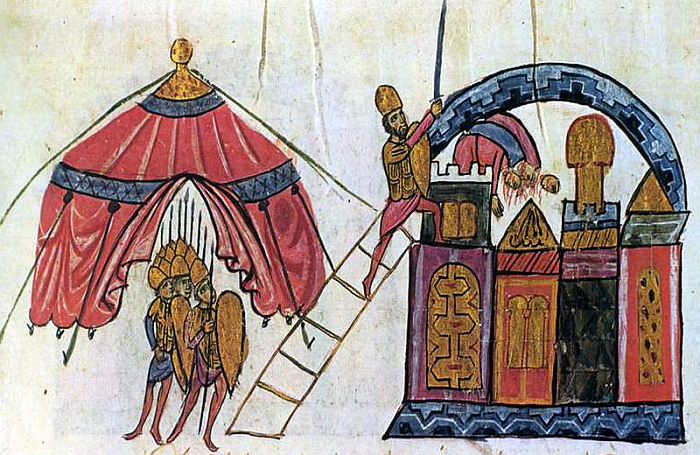
Tomada de Antioquia em 969 em miniatura do Escilitzes de Madri

Quase tão logo Damasco foi submetida, ibne Falá confiou a um de seus gulans, chamado Futu ("Vitórias"), a prometida jiade contra os bizantinos, mas a compilação Uyun al-Akhbar do século XV do historiador iemenita Idris Imadadim cita Abedalá ibne Ubaide Alá Huceine Acu Muslim. Futu reuniu grande exército de berberes cotamas, fortalecido com soldados leves da Palestina e sul da Síria, e o conduziu para sitiar Antioquia em dezembro de 970. O escritor bizantino Jorge Cedreno alega que o exército fatímida englobava exagerados 100 000 homens, enquanto Imadadim relata 20 000. Sitiaram a cidade, mas os citadinos ofereceram rígida resistência, e ibne Falá teve de enviar "exército depois de exército" segundo o historiador do século XIV Abacar ibne Davadari, aparentemente de soldados leves recrutados na Síria, para seu reforço. Segundo o egípcio do século XV Almacrizi, foi com estas tropas adicionais, que ele contabiliza 4 000, que tornou-se possível cessar o reabastecimento da cidade ao interceptar as caravanas dirigidas à Antioquia.
No meio tempo, o assassino e sucessor de Nicéforo, João I Tzimisces (r. 969–976), não pôde intervir em pessoa no Oriente pela ameaça mais eminente provocada pela invasão dos Bálcãs por Esvetoslau I (r. 945–972). Como resultado, enviou pequena força sob confiável eunuco de seu séquito, o patrício Nicolau, que segundo o coetâneo Leão, o Diácono era experiente na guerra, para findar o cerco. No ínterim, o cerco de Antioquia havia continuado por cinco meses ao longo do inverno e primavera, sem resultado.
Nesse ponto, um destacamento fatímida - segundo ibne Davadari, 4 000 homens sob o chefe berbere Aras e o antigo emir de Tarso ibne Azaiate - marchou ao norte contra Alexandreta, onde um exército bizantino acampou. Informado da aproximação, o comandante esvaziou o acampamento e preparou emboscada com suas tropas. Achando o acampamento inimigo desértico, as tropas invasoras começaram a pilhá-lo e Nicolau lançou ataque surpresa de todos os lados e o exército inimigo ruiu; boa parte do exército muçulmano pereceu, mas Aras e ibne Azaiate conseguiram escapar. A derrota em Alexandreta foi um grande golpe à moral fatímida. Atrelado às notícias do avanço a Damasco dos carmatas, um grupo ismaelita radical originário do Barém, ibne Falá ordenou que Futu levantasse o cerco de Antioquia tão logo quanto julho de 971. O exército retornou para Damasco, de onde os vários contingentes dispersaram para seus distritos de origem.

## Rescaldo

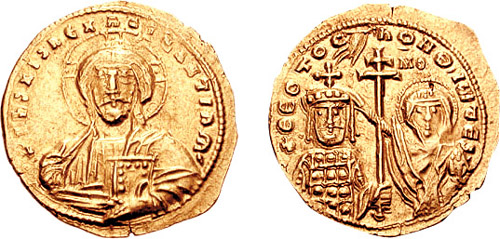
Histameno de

O primeiro conflito entre os dois mais importantes poderes do Mediterrâneo Oriental terminou numa vitória bizantina, o que por um lado fortaleceu a posição bizantina no norte da Síria, e por outro enfraqueceu os fatímidas, que perderam moral e reputação. Como o historiador Paul Walker escreve, tivesse ibne Falá "possuído as tropas e o prestígio perdido em Alexandreta, ele poderia ter resistido a investida dos carmatas. Os exércitos dos distritos locais poderiam tê-lo ajudado [se] não tivessem dispersado". No evento, Jafar estava incapaz de resistir aos carmatas e seus aliados beduínos; fazendo a escolha fatal de confrontá-los no deserto, foi derrotado e morto em batalha em agosto de 971.
Esta foi uma derrota que sinalizou o quase colapso total do controle fatímida no sul da Síria e Palestina, e a invasão carmata do Egito. Os fatímidas foram vitoriosos diante Fostate e depois conseguiram expulsar os carmatas da Síria e restaurar o controle sobre o país.  Os bizantinos permanecem quiescentes até as grandes campanhas lideradas por João em pessoa em 974-975. Embora o imperador avançou fundo nos territórios muçulmanos e mesmo ameaçou tomar Jerusalém, sua morte em janeiro de 976 encerrou o perigo bizantino para os fatímidas: nunca mais tentariam avançar muito longe de suas posses sírias setentrionais em torno de Antioquia.